# Pogóni
Pogóni (en grec : Πωγώνι) est un dème situé dans la périphérie d'Épire en Grèce. Le dème actuel est issu de la fusion en 2010 entre les dèmes d'Áno Kalamá, d'Áno Pogóni, de Delvináki, de Kalpáki, de Lávdani et de Pogonianí.